# Kontraste (Album)
Kontraste ist das Debütalbum des deutschen Rappers Disarstar. Es erschien am 26. Juni 2015 beim Berliner Independent-Label Showdown Records.

## Hintergrund
Das Album stieg auf Platz 19 der deutschen Albumcharts ein. Der Musikproduzent 812 Sound war Executive Producer. An der Produktion waren auch T-No, Dasmo, Enaka, Juelz Vice, Tonee, Ben Koenig, Cenzo Beatz und Vecz beteiligt. Die Musiker Hagen Stoll, Teesy und Mohammed Ali Malik sind auf dem Album mit Gastbeiträgen vertreten.
Inhaltlich bewegen sich die Texte in einem linkspolitisch motivierten Kontext.

## Covergestaltung
Das Albumcover zeigt eine Sektflasche, aus dessen Öffnung ein weißes Tuch mit einer Aufschrift hängt. Das Tuch brennt nach unten hin. Die Flasche ist mit est. 1994 beschriftet, welches das Geburtsjahr von Disarstar ist. Oben im Bild steht der weiße Schriftzug Disarstar und darunter befindet sich der schwarze Schriftzug Kontraste auf weißen Hintergrund.

## Titelliste
| #  | Titel                                 | Länge |
| -- | ------------------------------------- | ----- |
| 1  | Vision (Intro)                        | 1:19  |
| 2  | Bis zum Hals                          | 3:41  |
| 3  | Außer Rand und Band                   | 2:50  |
| 4  | Kaleidoskop (feat. Hagen Stoll)       | 4:10  |
| 5  | Therapiestunde                        | 3:29  |
| 6  | Wer ich bin                           | 4:18  |
| 7  | 100 Jahre                             | 3:27  |
| 8  | Halb so wild                          | 3:23  |
| 9  | Nahdistanz                            | 2:56  |
| 10 | Capitis Minutio Maxima                | 3:18  |
| 11 | Anno 2300                             | 3:47  |
| 12 | Mein Palast (feat. Teesy)             | 4:03  |
| 13 | Lange isses her                       | 3:07  |
| 14 | Kosmologie (feat. Mohammed Ali Malik) | 3:25  |

## Rezeption
| Professionelle Bewertungen | Professionelle Bewertungen |
| Kritiken                   | Kritiken                   |
| Quelle                     | Bewertung                  |
| -------------------------- | -------------------------- |
| laut.de                    | [ 6 ]                      |
| rappers.in                 | [ 7 ]                      |

Das Album erhielt gemischte Kritiken.
Laura Sprenger von der E-Zine Laut.de vergibt zwei von fünf Sternen und urteilt tendenziell negativ: Disarstar sei immer noch „druckvoll und zielstrebig“. Aber „der überzogene Egozentrismus als auch die festgefahrene politische Haltung erschweren es dem Hörer leider häufig, einen Zugang zum Erzählten zu finden.“ Letztendlich sei Disarstar ein Rapper, den man unter anderem wegen seiner „Authentizität“ weiterhin „im Auge behalten sollte“.
Für Laurens Dillmann vom Hip-Hop-Magazins Juice besteht das Album aus „starker Egozentrik, eine Prise Philosophie, hin und wieder ein holpernder Zweckreim und Gesellschaftskritik aus dem linken Milieu“.
Der Redakteur des Hip-Hop-Blogs rap.de sieht das Album aus einem eher positiven Blickwinkel. Es habe aber auch „schwache Momente“. Disarstar drifte „bei den ruhigeren Songs arg Richtung Kitsch ab“. Er resümiert, dass es ein „rundes Album“ sei, welches „über die gesamte Spieldauer schlüssig funktioniert“.
Aus der Sicht des Rezensenten des Portals rappers.in ist Disarstar ein „guter Rapper“. Doch „diese vielen Facetten wären besser auf vielen verschiedenen Alben untergebracht, denn so leidet der Hörgenuss gewaltig“. So komme „die Stimmigkeit zu kurz“ und es wirke „wie eine willkürliche Ansammlung von Tracks“.
Daniel Jacobs vom Jugendmagazin Vice schreibt, Disarstar „bekenne klar Farbe“ und habe „zu allen gesellschaftspolitischen Fragen eine starke Meinung“.
Lukas Maier von MZEE lobt in seiner Kritik die „unverblümte Freischnauze-Mentalität“ des Künstlers, mit der er es schafft, „Emotionen zu erzeugen und den Hörer für eine gewisse Zeit mitzureißen“. Er kritisiert allerdings, dass vereinzelte fragwürdige Zeilen und Punchlines den Gesamteindruck eines mehr als gelungenen Debütalbums trüben.